# Sīānezār
Sīānezār (persiska: سيانِزار, سياه نِسار, سيانزار, سِيانزار, سیانزار) är en ort i Iran.   Den ligger i provinsen Kurdistan, i den nordvästra delen av landet, 500 km väster om huvudstaden Teheran. Sīānezār ligger 1 729 meter över havet och antalet invånare är 162.
Terrängen runt Sīānezār är huvudsakligen kuperad. Sīānezār ligger nere i en dal.Runt Sīānezār är det ganska glesbefolkat, med 50 invånare per kvadratkilometer. Närmaste större samhälle är Nanūr, 19,3 km sydväst om Sīānezār. Trakten runt Sīānezār består i huvudsak av gräsmarker.